# Малхолланд, Джон (младший)
Джон Ф. Малхолланд-младший (англ. John F. Mulholland, Jr.) (род. 1955) — американский военный деятель, генерал-лейтенант армии США. С июля 2012 г. заместитель командующего Командования специальных операций США и бывший командующий Командованием специальных операций армии США (2008—2012).

## Образование
Малхолланд в 1978 году окончил университет Фурмана со степенью бакалавра истории и одновременно проходил обучение по программе подготовки офицеров резерва. Его военное образование включает в себя учёбу в Командно-штабном колледже армии США и Национальном военном колледже.

## Военная карьера
После окончания университета в 1978 г. Малхолланду было присвоено звание второго лейтенанта. С 1979 по 1980 г. проходил службу в качестве командира стрелкового взвода роты «С» в составе 4-го механизированного батальона 20-го пехотного полка 193-й пехотной бригады расквартированной в Форт-Клейтон, Панама.
С 1980 по 1982 год служил командиром стрелкового взвода и взвода оружия роты «А» (воздушно-десантной) в составе 3-го батальона 5-го пехотного полка в Форт-Кобб, Панама.
В 1983 году окончил Курсы усовершенствования пехотных офицеров, а затем окончил курсы квалификационной подготовки сил специальных операций Армии США.
С 1984 по 1986 год служил командиром оперативного отряда «А» и командиром роты «А» в составе 5-й группы специального назначения армии США, Форт-Брэгг, Северная Каролина.
С 1987 по 1989 год служил в управлении J-3 (операций) штаба Командования специальных операций Южного командования вооружённых сил США, офицером по текущим операциям, а затем офицером по наземным операциям.
В январе — августе 1990 года учился в Военном институте иностранных языков, а в августе 1990 — июне 1991 года в Командно-штабном колледже армии США, где получил степень магистра военного искусства и стратегии по истории.
С июня 1991 по 1993 год служил в 1-м батальоне 7-й группы специального назначения армии США офицером по операциям, а позже старшим помощником командира батальона.
Затем, до июня 1996 года проходил службу в составе 1-го оперативного отряда Специального Назначения «Дельта» в качестве помощника начальника, заместителя начальника оперативного отдела, а также начальника оперативного отдела.
В июне 1996 — июне 1998 года командовал 1-м батальоном 1-й группы специального назначения армии США на Окинаве, Япония. Затем до августа 2000 года служил в Управлении военной поддержки армии США, Вашингтон (округ Колумбия).
В августе 2000 — июле 2001 года учился в Национальном военном колледже в Форт-Макнейр, Вашингтон (округ Колумбия). После окончания колледжа получил степень магистра в области стратегии национальной безопасности.
В июле 2001 — июле 2003 года являлся командиром 5-й группы специального назначения армии США в Форт-Кэмпбелл, Кентукки.
В октябре того же года, одновременно, стал командиром тактической группы «Кинжал» (англ. Task Force Dagger) в составе Объединённой тактической группы специальных операций «Север» в ходе операции «Несокрушимая свобода» в Афганистане. Позднее он служил в качестве командира Коалиционной объединённой тактической группы «Запад», а затем Коалиционной объединённой тактической группы «Аравийский полуостров», во время операции «Иракская свобода».
С августа 2003 года начальник Управления военного сотрудничества при посольстве США в Кувейте.
С сентября 2005 по июль 2006 года возглавлял Командование сил специального назначения Армии США.
В августе 2006 — июне 2007 года являлся заместителем командующего Совместного командования специальных операций США. 22 июня 2007 года принял на себя Командование специальных операций Центрального командования вооружённых сил США.
7 ноября 2008 года возглавил Командование специальных операций армии США. В тот же день ему было присвоено звание генерал-лейтенанта.
С 24 июля 2012 года — заместитель командующего Командования специальных операций США
С 7 января 2015 г. — помощник директора ЦРУ по военным вопросам.

## Присвоение воинских званий
- Второй лейтенант — 2 февраля 1979
- Первый лейтенант — 10 января 1981
- Капитан — 1 января 1983
- Майор — 1 января 1991
- Подполковник — 1 мая 1995
- Полковник — 1 апреля 2001
- Бригадный генерал — 1 января 2005
- Генерал-майор — 16 июня 2008
- Генерал-лейтенант — 7 ноября 2008

## Награды и знаки отличия
- Медаль «За отличную службу» с двумя бронзовыми дубовыми листьями
- Орден «Легион Почёта» с бронзовым дубовым листом
- Бронзовая звезда
- Медаль «За похвальную службу» Министерства обороны с бронзовым дубовым листом
- Медаль похвальной службы с двумя бронзовыми дубовыми листьями
- Похвальная медаль армии с тремя бронзовыми дубовыми листьями
- Медаль «За достижения» Объединённого командования с двумя бронзовыми дубовыми листьями
- Медаль «За достижения» армии с бронзовым дубовым листом
- Медаль за службу национальной обороне с бронзовой звездой за службу
- Медаль за кампанию в Афганистане с двумя бронзовыми звездами за службу
- Медаль за Иракскую кампанию с тремя бронзовыми звездами за службу
- Экспедиционная медаль за войну с глобальным терроризмом
- Медаль за службу в войне с глобальным терроризмом
- Медаль за службу в резерве Вооружённых сил
- Лента армейской службы
- Лента службы за границей с наградной цифрой 4
- Благодарность армейской воинской части от президента
- Награда за выдающееся единство части с двумя бронзовыми дубовыми листьями
- Награда воинской части за доблесть с бронзовым дубовым листом
- Знак боевого пехотинца
- Знак мастера-парашютиста
- Знак специалиста по наведению авиации
- Знак военного парашютиста затяжных прыжков
- Знак укладчика парашютов
- Эмблема подразделения Сил специальных операций
- Нарукавная нашивка Сил специальных операций Армии США
- Нарукавная нашивка рейнджера